# Campeonato Mundial de Triatlo de 2012
O 2012 ITU World Triathlon Series ou Campeonato Mundial de Triatlo de 2012 foram uma série de 8 eventos de triatlo que aconteceram até a Grand Final sediada em Auckland. As séries são organizadas sob as ordens da International Triathlon Union (ITU).

## Calendário
Em 2012 as séries visitaram oito cidades.
| Data          | Local     | Status          |
| ------------- | --------- | --------------- |
| Abril 14      | Sydney    | Evento          |
| Maio 11–12    | San Diego | Evento          |
| Maio 26–27    | Madrid    | Event           |
| Junho 23–24   | Kitzbühel | Event           |
| Julho 21–22   | Hamburgo  | Sprint          |
| Agosto 25–26  | Estocolmo | Sprint Distance |
| Setembro 30   | Yokohama  | Evento          |
| Outubro 20–22 | Auckland  | Grand Final     |

## Resultados

### Medalhistas

#### Masculino
| Event     | Ouro                    | Prata                       | Bronze                 |
| --------- | ----------------------- | --------------------------- | ---------------------- |
| Sydney    | Steffen Justus (GER)    | Richard Murray (RSA)        | Laurent Vidal (FRA)    |
| San Diego | Jonathan Brownlee (GBR) | Sven Riederer (SUI)         | Richard Murray (RSA)   |
| Madrid    | Jonathan Brownlee (GBR) | Alexander Bryukhankov (RUS) | Dmitry Polyanski (RUS) |
| Kitzbühel | Alistair Brownlee (GBR) | Jonathan Brownlee (GBR)     | Javier Gómez (ESP)     |
| Hamburgo  | Richard Murray (RSA)    | Javier Gómez (ESP)          | Steffen Justus (GER)   |
| Estocolmo | Jonathan Brownlee (GBR) | Javier Gómez (ESP)          | Vincent Luis (FRA)     |
| Yokohama  | João Silva (POR)        | Javier Gómez (ESP)          | Dmitry Polyanski (RUS) |
| Auckland  | Javier Gómez (ESP)      | Jonathan Brownlee (GBR)     | Sven Riederer (SUI)    |

| Event     | Ouro                | Prata                 | Bronze                     |
| --------- | ------------------- | --------------------- | -------------------------- |
| Sydney    | Erin Densham (AUS)  | Helen Jenkins (GBR)   | Andrea Hewitt (NZL)        |
| San Diego | Helen Jenkins (GBR) | Erin Densham (AUS)    | Laura Bennett (USA)        |
| Madrid    | Nicola Spirig (SUI) | Aileen Morrison (IRL) | Bárbara Riveros Díaz (CHI) |
| Kitzbühel | Nicola Spirig (SUI) | Lisa Nordén (SWE)     | Andrea Hewitt (NZL)        |
| Hamburgo  | Erin Densham (AUS)  | Emma Moffatt (AUS)    | Sarah Groff (USA)          |
| Estocolmo | Lisa Nordén (SWE)   | Maaike Caelers (NED)  | Bárbara Riveros Díaz (CHI) |
| Yokohama  | Lisa Nordén (SWE)   | Anne Haug (GER)       | Maaike Caelers (NED)       |
| Auckland  | Anne Haug (GER)     | Gwen Jorgensen (USA)  | Bárbara Riveros Díaz (CHI) |

## Classificação Geral

### Masculino
| Ranking | Atleta                      | Pontos |
| ------- | --------------------------- | ------ |
|         | Jonathan Brownlee (GBR)     | 4935   |
|         | Javier Gómez (ESP)          | 4845   |
|         | Dmitry Polyanski (RUS)      | 3822   |
| 4       | Sven Riederer (SUI)         | 3773   |
| 5       | Richard Murray (RSA)        | 3575   |
| 6       | Steffen Justus (GER)        | 3564   |
| 7       | Alexander Bryukhankov (RUS) | 3285   |
| 8       | Laurent Vidal (FRA)         | 2772   |
| 9       | João Silva (POR)            | 2682   |
| 10      | David Hauss (FRA)           | 2519   |

### Feminino
| Ranking | Atleta                     | Pontos |
| ------- | -------------------------- | ------ |
|         | Lisa Nordén (SWE)          | 4531   |
|         | Anne Haug (GER)            | 4340   |
|         | Andrea Hewitt (NZL)        | 3893   |
| 4       | Bárbara Riveros Díaz (CHI) | 3707   |
| 5       | Erin Densham (AUS)         | 3611   |
| 6       | Nicola Spirig (SUI)        | 3264   |
| 7       | Sarah Groff (USA)          | 3232   |
| 8       | Ainhoa Murúa (ESP)         | 3065   |
| 9       | Gwen Jorgensen (USA)       | 3048   |
| 10      | Kate McIlroy (NZL)         | 3044   |

## Referencias
1. ↑  «2012 World Triathlon Series». International Triathlon Union. Consultado em 12 de março de 2012
2. ↑  «Men's Results for 2012 Dextro Energy World Triathlon Sydney». International Triathlon Union. Consultado em 8 de julho de 2012
3. ↑  «Men's Results for 2012 ITU World Triathlon San Diego». International Triathlon Union. Consultado em 8 de julho de 2012
4. ↑  «Men's Results for 2012 ITU World Triathlon Madrid». International Triathlon Union. Consultado em 26 de setembro de 2012
5. ↑  «Men's Results for 2012 ITU World Triathlon Kitzbühel». International Triathlon Union. Consultado em 26 de setembro de 2012
6. ↑  «Men's Results for 2012 ITU World Triathlon Hamburg». International Triathlon Union. Consultado em 26 de setembro de 2012
7. ↑  «Men's Results for 2012 ITU World Triathlon Stockholm». International Triathlon Union. Consultado em 26 de setembro de 2012
8. ↑  «Men's Results for 2012 ITU World Triathlon Yokohama». International Triathlon Union. Consultado em 29 de setembro de 2012
9. ↑  «Men's Results for 2012 ITU World Triathlon Auckland». International Triathlon Union. Consultado em 21 de outubro de 2012
10. ↑  «Women's Results for 2012 Dextro Energy World Triathlon Sydney». International Triathlon Union. Consultado em 8 de julho de 2012
11. ↑  «Women's Results for 2012 ITU World Triathlon San Diego». International Triathlon Union. Consultado em 8 de julho de 2012
12. ↑  «Women's Results for 2012 ITU World Triathlon Madrid». International Triathlon Union. Consultado em 26 de setembro de 2012
13. ↑  «Women's Results for 2012 ITU World Triathlon Kitzbühel». International Triathlon Union. Consultado em 26 de setembro de 2012
14. ↑  «Women's Results for 2012 ITU World Triathlon Hamburg». International Triathlon Union. Consultado em 26 de setembro de 2012
15. ↑  «Women's Results for 2012 ITU World Triathlon Stockholm». International Triathlon Union. Consultado em 26 de setembro de 2012
16. ↑  «Women's Results for 2012 ITU World Triathlon Yokohama». International Triathlon Union. Consultado em 29 de setembro de 2012
17. ↑  «Women's Results for 2012 ITU World Triathlon Auckland». International Triathlon Union. Consultado em 20 de outubro de 2012
18. ↑  «Men's 2012 ITU World Triathlon Series Rankings» (PDF). International Triathlon Union. Consultado em 21 de outubro de 2012
19. ↑  «Men's 2012 ITU World Triathlon Series Rankings» (PDF). International Triathlon Union. Consultado em 20 de outubro de 2012